# 토트 크리스티안
토트 크리스티안(헝가리어: Tóth Krisztián, 1994년 5월 1일~)은 헝가리의 유도 선수이다. 올림픽에 3회 참가했으며 2020년 하계 올림픽 남자 미들급에서 동메달을 획득했다.